# Ла-Конкордия (муниципалитет)
Ла-Конкордия (исп. La Concordia) — муниципалитет в Мексике, штат Чьяпас, с административным центром в одноимённом городе. Численность населения, по данным переписи 2020 года, составила 49 920 человек.

## Общие сведения
Название La Concordia с испанского языка можно перевести как согласие, взаимопонимание.
Площадь муниципалитета равна 2571,8 км², что составляет 3,5 % от площади штата, а наиболее высоко расположенное поселение Сан-Луис, находится на высоте 1874 метра.
Он граничит с другими муниципалитетами Чьяпаса: на севере с Эль-Парралем и Венустьяно-Каррансой, на востоке с Сокольтенанго, на юго-востоке с Чикомусело, на юге с Анхель-Альбино-Корсо и Мапастепеком, на юго-западе с Пихихьяпаном, и на западе с Вилья-Корсо.

## Учреждение и состав
Муниципалитет был образован в 1870 году, по данным 2020 года в его состав входит 538 населённых пунктов, самые крупные из которых:
| Код INEGI                  | Населённый пункт                                                                           | Численность населения (2005 год) | Численность населения (2010 год) | Численность населения (2020 год) |
| -------------------------- | ------------------------------------------------------------------------------------------ | -------------------------------- | -------------------------------- | -------------------------------- |
| 020                        | Всего                                                                                      | 40189                            | 44082                            | 49920                            |
| 0001                       | Ла-Конкордия (исп. La Concordia) 16°07′00″ с. ш. 92°41′17″ з. д. (административный центр)  | 7123                             | 7641                             | 8389                             |
| 0145                       | Эль-Амбар (исп. El Ámbar (El Ámbar de Echeverría)) 16°05′46″ с. ш. 92°49′57″ з. д.         | 1797                             | 2595                             | 3076                             |
| 0003                       | Бенито-Хуарес (исп. Benito Juárez) 16°02′34″ с. ш. 92°49′07″ з. д.                         | 2651                             | 2715                             | 3051                             |
| 0046                       | Ла-Тигрилья (исп. La Tigrilla) 15°59′14″ с. ш. 92°51′05″ з. д.                             | 2328                             | 2346                             | 2784                             |
| 0114                       | Эль-Дьяманте-де-Эчеверрия (исп. El Diamante de Echeverría) 16°06′43″ с. ш. 92°52′47″ з. д. | 1839                             | 2157                             | 2365                             |
| 0012                       | Долорес-Хальтенанго (исп. Dolores Jaltenango) 15°53′49″ с. ш. 92°46′39″ з. д.              | 1955                             | 2090                             | 2235                             |
| 0017                       | Индепенденсия (исп. Independencia) 16°05′10″ с. ш. 92°50′18″ з. д.                         | 1796                             | 1953                             | 2190                             |
| 0025                       | План-де-Агуа-Приета (исп. Plan de Agua Prieta) 16°07′55″ с. ш. 92°47′34″ з. д.             | 1716                             | 1752                             | 2017                             |
| —                          | Прочие                                                                                     | 18984                            | 20836                            | 23813                            |
| Названия на карте Генштаба |                                                                                            |                                  |                                  |                                  |

## Экономическая деятельность
По статистическим данным 2000 года, работоспособное население занято по секторам экономики в следующих пропорциях:
- сельское хозяйство, скотоводство и рыбная ловля — 75 %;
- промышленность и строительство — 6,6 %;
- торговля, сферы услуг и туризма — 17,1 %;
- безработные — 1,3 %.

#### Сельское хозяйство
Основные выращиваемые культуры: зерно, бобы, кофе и соя.

#### Животноводство
В муниципалитете разводится крупный рогатый скот, лошади, свиньи и домашняя птица.

#### Рыболовство
В водоёмах муниципалитета вылавливается до 8 тонн рыбы в день.

#### Пчеловодство
С пасек муниципалитета получают до 14 тонн мёда в год.

#### Промышленность
Существуют предприятия по изготовлению деревянной мебели, мороженого и сыра, и хлебозавод.

#### Лесная промышленность
Производится и обрабатывается древесина следующих пород: красное дерево, сосна, дуб и испанский кедр.

## Инфраструктура
По статистическим данным 2020 года, инфраструктура развита следующим образом:
- электрификация: 97,4 %;
- водоснабжение: 48,7 %;
- водоотведение: 94,6 %.

## Туризм
Основные достопримечательности:
- Исторические: памятник флагу и монумент Иисуса Христа.
- Природные: водохранилище перед плотиной Ла-Ангостура, где проводятся соревнования по водным видам спорта.